# Il Trio

Da sinistra: Tullio Solenghi, Anna Marchesini e Massimo Lopez, i componenti del Trio

Il Trio è stato un gruppo comico italiano, molto popolare tra gli anni ottanta e novanta del XX secolo, composto da Massimo Lopez (1952), Anna Marchesini (1953-2016) e Tullio Solenghi (1948). Le gag del Trio erano caratterizzate da una comicità surreale e dai ritmi veloci con trovate che le rendevano sempre spiazzanti e con finali a sorpresa. 
I tre artisti preferirono inizialmente essere conosciuti con i loro rispettivi nomi anagrafici, ma il nome "Il Trio" si affermò successivamente per antonomasia, in seguito al loro successo. 

## Carriera
Dopo l'esordio, avvenuto nel 1982 con la trasmissione radiofonica Helzapoppin su Radio 2 (dal celebre musical del 1938 Hellzapoppin' e dall'omonimo film del 1941 di Henry C. Potter), il Trio partecipa nel 1985 al varietà di Rai 2 Il tastomatto, al fianco di Pippo Franco, nel quale sono nati molti degli sketch che li hanno resi famosi, come le parodistiche interpretazioni dei telegiornali, spot pubblicitari e dei quiz. Nel 1985 prendono parte a Domenica in, quell'anno sotto la conduzione di Mino Damato. In seguito a questa esperienza vengono premiati come Rivelazione dell'anno. Vengono chiamati a realizzare intermezzi comici anche al Festival di Sanremo per tre edizioni (1986, 1987 e 1989).

Da sinistra: il Trio nel 1986 a Fantastico 7, nello sketch con la "Sora Khomeines" (Marchesini), l'Ayatollah Khomeini (Solenghi), il presentatore del programma Pippo Baudo e Ronald Reagan (Lopez), che provocò un incidente diplomatico tra Iran e Italia

Nel 1986 sono a Fantastico 7. Nel corso dello show recitano uno sketch satirico che scatena un incidente diplomatico: i tre prendono in giro la vendita di armi americane alla Repubblica Islamica dell'Iran gestita di nascosto dal colonnello dei Marines Oliver North nell'ambito dello scandalo detto Irangate. Allo sketch prendevano parte Solenghi nei panni dell'Ayatollah Khomeini, Lopez interpretava il presidente Ronald Reagan, mentre Anna Marchesini recitava la parte della 'madre' del leader iraniano (in realtà già molto avanti con l'età all'epoca dei fatti). 
Lo sketch, pur divertente, era nella sostanza rispettoso e vedeva i due 'Khomeini' lamentarsi con Reagan della cattiva qualità delle armi ricevute; però all'epoca l'Iran era impegnato nel sesto anno di una sanguinosa guerra di difesa contro l'invasione irachena voluta da Saddam Hussein e questo spiega la particolare sensibilità iraniana sulla questione, che spinse la compagnia aerea Iran Air a chiudere i voli per l'Italia, mentre a Teheran vi furono intense dimostrazioni davanti all'Ambasciata italiana. L'incidente si chiuse solo dopo due mesi di tensione, grazie alla mediazione diplomatica della Farnesina.
Nel 1987 il Trio auto-produce lo spettacolo teatrale Allacciare le cinture di sicurezza, rappresentato nei teatri delle principali città italiane; l'opera ottiene un enorme successo, registrando il tutto esaurito e rendendo necessario l'aumento del numero di repliche in alcune città. Lo spettacolo viene anche premiato con un Biglietto d'Oro per il maggior incasso teatrale del 1987 in Italia. Lo spettacolo fu ripreso dalla Rai al Teatro Sistina di Roma e trasmsso su RaiUno nel maggio 1989 con un notevole riscontro a livello di audience.
Nel 1989 realizza una fortunata parodia de I promessi sposi nella miniserie televisiva di 5 puntate dal titolo omonimo. Nonostante le critiche ricevute da alcuni cultori di Alessandro Manzoni, il programma, andato in onda nel gennaio 1990, ottenne un enorme consenso di pubblico, raggiungendo un ascolto medio di 13 milioni di spettatori con picchi di 17 milioni.

Da sinistra: Renzo Tramaglino (Solenghi), la monaca di Monza (Lopez) e Lucia Mondella (Marchesini) nella miniserie I promessi sposi (1990)

Nel 1990 mette in scena il secondo spettacolo teatrale In principio era il trio, bissando il successo del 1987. Tale spettacolo viene trasmesso su Rai 1 nel gennaio del 1993 con un ascolto di 6 milioni e 797 000 spettatori (26.89% di share). Per questo motivo è riproposto per tutto il mese di gennaio del 1994.
Desiderosi di carriere da solisti, i componenti sciolgono il Trio nel 1994, senza alcun dissapore e, anzi, rimanendo in stretta amicizia, collaborando in qualche caso tra loro. Nello stesso anno Tullio Solenghi ricostruisce in un libro, significativamente intitolato Uno e Trino, la storia del loro gruppo comico.
Sempre nel 1995, Anna Marchesini e Tullio Solenghi, senza Massimo Lopez, interpretano per Rai 1 La rossa del Roxy Bar, sceneggiato televisivo in due puntate, del quale curano la sceneggiatura e la regia. Nel gennaio del 1996, la coppia si ritrova in teatro con lo spettacolo Due di noi. Conclusa questa esperienza in coppia, il Trio si scioglie definitivamente.
Anche se ognuno di loro aveva preso una strada diversa (la Marchesini intraprenderà una lunga stagione di successi a teatro), da tempo correvano voci di una loro riunione. Nel frattempo Lopez e Solenghi si sono prestati con successo agli spot tv: il primo per la neonata Telecom Italia, il secondo per la nuova campagna di Lavazza. Proprio all'ultimo spot Telecom, Solenghi e Lopez compaiono insieme.
Nel 2002 Solenghi e Lopez sono chiamati a sostituire Il Fatto di Enzo Biagi, riproponendo in coppia le classiche comiche mute nella sitcom Max & Tux. Gli ascolti, però, sono bassi e i giudizi quasi totalmente negativi. Dal 2003 al 2005, invece, sono a teatro entrambi con La strana coppia di Neil Simon, prodotto da Alessandro Lopez e Angelo Tumminelli per la Stemal Srl con la regia di Gianni Fenzi, e nel mese di maggio del 2005 conducono assieme Striscia la notizia.
Il ritorno tanto atteso arriva nel 2008. Il Trio si ricompone per l'ultima volta in occasione dei 25 anni della sua fondazione per uno speciale show di tre puntate in onda l'8, 15 e 22 marzo su Rai 1, intitolato Non esiste più la mezza stagione. Il programma, la cui prima puntata è stata seguita da quasi 5 milioni di spettatori, ripercorre la carriera dei tre, fra repertori e inediti, e un ospite musicale per ogni puntata (rispettivamente Francesco De Gregori, Ivano Fossati e Antonello Venditti).
Nel luglio 2016 muore Anna Marchesini.
Dal 2018 Solenghi e Lopez iniziano un tour di spettacoli in cui si esibiscono insieme, riproponendo anche alcune cose del passato. A partire dal 2019 sono ospiti regolari della trasmissione televisiva Che tempo che fa, condotta da Fabio Fazio.

## Televisione
- Il tastomatto (Rai 2, 1985)
- Domenica in (Rai 1, 1985-1986)
- Festival di Sanremo (Rai 1, 1986, 1987, 1989)
- Fantastico 7 (Rai 1, 1986-1987)
- Allacciare le cinture di sicurezza (Rai 1, 1989)
- I promessi sposi (Rai 1, 1990)
- Viva Colombo (Rai 1, 1991)
- In principio era Il Trio (Rai 1, 1993)
- Non esiste più la mezza stagione (Rai 1, 2008)

## Radio
- Helzapoppin (Rai Radio 2, 1982)

## Teatro
- Allacciare le cinture di sicurezza (1987, regia di Anna Marchesini, Tullio Solenghi e Massimo Lopez)
- In principio era il trio (1990, regia di Anna Marchesini, Tullio Solenghi e Massimo Lopez)

## Libri
- Uno e Trino, la storia del gruppo (1995, di Tullio Solenghi)